# Pseudagrion lindicum
Pseudagrion lindicum é uma espécie de libelinha da família Coenagrionidae.
Pode ser encontrada nos seguintes países: Quénia, Moçambique, Somália, Tanzânia e possivelmente em Uganda.
Os seus habitats naturais são: florestas subtropicais ou tropicais húmidas de baixa altitude, matagal árido tropical ou subtropical, matagal húmido tropical ou subtropical, rios, rios intermitentes, marismas de água doce e marismas intermitentes de água doce.